# Inwazja (wojskowość)
Inwazja (łac. invasio „szturm, atak” z invadere „wtargnąć, napaść; zająć co” od in „w” i vadere „iść; jechać”) – wtargnięcie sił zbrojnych na terytorium obcego państwa.
Stanowi typ ofensywy wojskowej, w której duża część sił zbrojnych jednego podmiotu prawa międzynarodowego wkracza na terytorium kontrolowane przez inny taki podmiot, na ogół z zamiarem jego podbicia, wyzwolenia lub przywrócenia kontroli lub władzy nad terytorium, wymuszając zmianę ustalonego rządu. Inwazja może być przyczyną wojny i/lub częścią szerszej strategii do jej końca, może też stanowić całą wojnę samą w sobie. Ze względu na dużą skalę działań związanych z najazdami, są one zwykle strategicznymi punktami w planowaniu i realizacji.